# Kordyana tradescantiae
Kordyana tradescantiae är en svampart som först beskrevs av Narcisse Theophile Patouillard, och fick sitt nu gällande namn av Marjan Raciborski 1900. Kordyana tradescantiae ingår i släktet Kordyana och familjen Brachybasidiaceae.   Inga underarter finns listade i Catalogue of Life.